# Solitudo
Solitudo fue un género extinto de tortuga del Plioceno y el Pleistoceno de las islas mediterráneas de Menorca, Malta y Sicilia . El género incluye tres especies descritas, Solitudo robusta, Solitudo gymnesica y Solitudo sicula,  y tal vez una cuarta especie aún no descrita de Monte Pellegrino, en Sicilia. Solitudo sicula,la especie más joven, se extinguió hace aproximadamente 12.500 años AP. Se ha estimado que la especie más grande, Solitudo gymnesica, alcanzó una longitud de caparazón de 110-130cm.

## Historia
Los descubrimientos más antiguos de tortugas fósiles actualmente incluidas en Solitudo vienen del siglo XIX, con Leith-Adams describiendo fósiles encontrados en cuevas de Żebbuġ (Malta), recuperándolos como Testudo robusta. En 1914 se describió Testudo gymnesica en base a material plioceno encontrado en Menorca. Más tarde se descubrió material más joven en la cueva de Zubbio di Cozzo San Pietro en el norte de Sicilia. Estos restos  incluyen un fémur, una falange, un pubis y un isquion, se hallaron en lo que se cree que fue un sitio funerario prehistórico, donde actividad humana o animal repetida cambió la estratigrafía del sitio, por lo que los restos de tortuga, si bien sospechados pertenecientes a un solo individuo, se dispersaron por el sitio. Actualmente se cree que estos hallazgos no están relacionados con la actividad humana en el sitio,  que se depositaron allí independientemente de los restos humanos. Estos restos fueron descritos en 2022 por Valenti et al., quienes encontraron suficiente evidencia anatómica para establecer un nuevo género al que denominaron Solitudo, con "Testudo" robusta como especie tipo. Los restos de Sicilia se utilizaron para erigir una nueva especie, Solitudo sicula y Solitudo gymnesica se convirtió en un nuevo nombre para "Testudo" gymnesica de Menorca.
El nombre Solitudo deriva de la palabra latina para soledad, reflejando el aislamiento de las islas donde se han encontrado miembros de este género. El nombre termina en "tudo" como una alusión al género Testudo con el que el género comparte características. El nombre de la especie del miembro más joven, Solitudo sicula, es la forma femenina de la palabra latina para "siciliano".

## Descripción
Las diferentes especies de Solitudo se diferencian de las tortugas del género Testudo principalmente en la anatomía de los trocánteres. En Testudo, los trocánteres están fusionados en el extremo proximal del hueso gracias a una cresta redondeada  ausente en Solitudo, dejando los trocánteres fusionados de forma incompleta. El fémur es generalmente delgado y su cabeza más estrecha que el ancho entre los dos trocánteres. Además, la cabeza femoral está orientada en un ángulo de 25 a 45° cuando se ve desde arriba, mientras que otros géneros de tortugas tienen cabezas femorales con una orientación más anteroposterior.
Solitudo sicula se distingue de las otras especies del género por tener trocánteres que están a la misma altura que la cabeza femoral, la cual es a su vez más elíptica que en las especies de Solitudo más derivadas. Todo el fémur de S. sicula mide 104mm de largo, notablemente más grande que el de la mayor tortuga Europea moderna, la tortuga marginada . Asumiendo proporciones similares, esto significaría que Solitudo sicula pudo haber alcanzado una longitud de caparazón de 50-60 cm.
Se han estimado tamaños más grandes para las especies más viejas. Solitudo robusta pudo haber alcanzado una longitud de caparazón de hasta 85 cm, mientras que algunas cálculos sugieren que Solitudo gymnesica podría llegar a los 110-130 cm de caparazón.

## Filogenia
Aunque se realizaron repetidos intentos de extraer material genético, ninguno de ellos produjo ADN útil para realizar un análisis filogenético molecular. Debido a su restricción, la relación entre Solitudo y otras tortugas circunmediterráneas se estableció en base a la morfología del fémur, que es bien conocida en los taxones correspondientes. El análisis morfológico concluyó que, en las tortugas Mediterráneas  se podían encontrar tres morfotipos de fémur diferentes. El "morfotipo Testudinini", generalmente delgado con una cabeza más estrecha y oblicua; el "morfotipo 'Geochelonini",  más robusto y con una cabeza menos oblicua; y el "morfotipo Insular", que muestra una cabeza no oblicua y diáfisis y trocánteres delgados, que a diferencia de los otros grupos no están completamente unidos en el extremo proximal del hueso. El clado que contiene todas las especies de Solitudo se basa en una única sinapomorfia, el trocánter incompletamente fusionado, respaldado por la proximidad geográfica.
Solitudo sicula se recupera en una posición basal dentro del género, conservando aún su fémur algunas similitudes con el "morfotipo Testudinini". Además de las tres especies nombradas de Solitudo, se encontró que un cuarto taxón sin nombre de Monte Pellegrino se encuentra dentro del "morfotipo insular", compartiendo el trocánter no fusionado que define el clado. La idea de que este morfotipo específico sea el resultado del hábitat insular de la tortuga se descarta debido a que otras especies insulares conservan su morfología ancestral, como la tortuga de Galápagos y la tortuga gigante de Gran Canaria. La relación exacta entre Solitudo y las otras tortugas que rodean el Mediterráneo permanece desconocida hasta que se encuentre mejor material, en particular fósiles de la cabeza y el caparazón.

|  | †Solitudo sicula                                                                                                |
|  | |
|  | \| \| †Solitudo gymnesica \| \| \| \| \| \| †Solitudo robusta \| \| \| \| \| \| †"Monte Pellegrino" \| \| \| \| |
|  | |
|  | †Solitudo gymnesica                                                                                             |
|  | |
|  | †Solitudo robusta                                                                                               |
|  | |
|  | †"Monte Pellegrino"                                                                                             |
|  | |

|  | †Solitudo gymnesica |
|  |                     |
|  | †Solitudo robusta   |
|  |                     |
|  | †"Monte Pellegrino" |
|  |                     |

|  | Tortuga Mediterránea (Testudo hermanni) |
|  |                                         |
|  | Tortuga Rusa (Testudo horsfieldii)      |
|  |                                         |

|  | Tortuga Mora (Testudo graeca)                                                                                  |
|  | |
|  | \| \| Tortuga Egipcia (Testudo kleinmanni) \| \| \| \| \| \| Tortuga Marginada (Testudo marginata) \| \| \| \| |
|  | |
|  | Tortuga Egipcia (Testudo kleinmanni)                                                                           |
|  | |
|  | Tortuga Marginada (Testudo marginata)                                                                          |
|  | |

|  | Tortuga Egipcia (Testudo kleinmanni)  |
|  |                                       |
|  | Tortuga Marginada (Testudo marginata) |
|  |                                       |

|  | Tortuga Mediterránea (Testudo hermanni) |
|  |                                         |
|  | Tortuga Rusa (Testudo horsfieldii)      |
|  |                                         |

|  | Tortuga Mora (Testudo graeca)                                                                                  |
|  | |
|  | \| \| Tortuga Egipcia (Testudo kleinmanni) \| \| \| \| \| \| Tortuga Marginada (Testudo marginata) \| \| \| \| |
|  | |
|  | Tortuga Egipcia (Testudo kleinmanni)                                                                           |
|  | |
|  | Tortuga Marginada (Testudo marginata)                                                                          |
|  | |

|  | Tortuga Egipcia (Testudo kleinmanni)  |
|  |                                       |
|  | Tortuga Marginada (Testudo marginata) |
|  |                                       |

|  | Tortuga Morrocoy (Chelonoidis carbonarius)      |
|  |                                                 |
|  | Morrocoy de la Selva (Chelonoidis denticulatus) |
|  |                                                 |

|  | Tortuga terrestre Argentina (Chelonoidis chilensis) |
|  |                                                     |
|  | La tortuga gigante de Floreana (Chelonoidis niger)  |
|  |                                                     |

|  | Tortuga Morrocoy (Chelonoidis carbonarius)      |
|  |                                                 |
|  | Morrocoy de la Selva (Chelonoidis denticulatus) |
|  |                                                 |

|  | Tortuga terrestre Argentina (Chelonoidis chilensis) |
|  |                                                     |
|  | La tortuga gigante de Floreana (Chelonoidis niger)  |
|  |                                                     |

|  | Tortuga Morrocoy (Chelonoidis carbonarius)      |
|  |                                                 |
|  | Morrocoy de la Selva (Chelonoidis denticulatus) |
|  |                                                 |

|  | Tortuga terrestre Argentina (Chelonoidis chilensis) |
|  |                                                     |
|  | La tortuga gigante de Floreana (Chelonoidis niger)  |
|  |                                                     |

|  | Tortuga Morrocoy (Chelonoidis carbonarius)      |
|  |                                                 |
|  | Morrocoy de la Selva (Chelonoidis denticulatus) |
|  |                                                 |

|  | Tortuga terrestre Argentina (Chelonoidis chilensis) |
|  |                                                     |
|  | La tortuga gigante de Floreana (Chelonoidis niger)  |
|  |                                                     |

|  | Tortuga Morrocoy (Chelonoidis carbonarius)      |
|  |                                                 |
|  | Morrocoy de la Selva (Chelonoidis denticulatus) |
|  |                                                 |

|  | Tortuga terrestre Argentina (Chelonoidis chilensis) |
|  |                                                     |
|  | La tortuga gigante de Floreana (Chelonoidis niger)  |
|  |                                                     |

|  | Tortuga Morrocoy (Chelonoidis carbonarius)      |
|  |                                                 |
|  | Morrocoy de la Selva (Chelonoidis denticulatus) |
|  |                                                 |

|  | Tortuga terrestre Argentina (Chelonoidis chilensis) |
|  |                                                     |
|  | La tortuga gigante de Floreana (Chelonoidis niger)  |
|  |                                                     |

|  | Tortuga Morrocoy (Chelonoidis carbonarius)      |
|  |                                                 |
|  | Morrocoy de la Selva (Chelonoidis denticulatus) |
|  |                                                 |

|  | Tortuga terrestre Argentina (Chelonoidis chilensis) |
|  |                                                     |
|  | La tortuga gigante de Floreana (Chelonoidis niger)  |
|  |                                                     |

|  | Tortuga Morrocoy (Chelonoidis carbonarius)      |
|  |                                                 |
|  | Morrocoy de la Selva (Chelonoidis denticulatus) |
|  |                                                 |

|  | Tortuga terrestre Argentina (Chelonoidis chilensis) |
|  |                                                     |
|  | La tortuga gigante de Floreana (Chelonoidis niger)  |
|  |                                                     |

|  | Tortuga Morrocoy (Chelonoidis carbonarius)      |
|  |                                                 |
|  | Morrocoy de la Selva (Chelonoidis denticulatus) |
|  |                                                 |

|  | Tortuga terrestre Argentina (Chelonoidis chilensis) |
|  |                                                     |
|  | La tortuga gigante de Floreana (Chelonoidis niger)  |
|  |                                                     |

|  | Tortuga Morrocoy (Chelonoidis carbonarius)      |
|  |                                                 |
|  | Morrocoy de la Selva (Chelonoidis denticulatus) |
|  |                                                 |

|  | Tortuga terrestre Argentina (Chelonoidis chilensis) |
|  |                                                     |
|  | La tortuga gigante de Floreana (Chelonoidis niger)  |
|  |                                                     |

|  | Tortuga Morrocoy (Chelonoidis carbonarius)      |
|  |                                                 |
|  | Morrocoy de la Selva (Chelonoidis denticulatus) |
|  |                                                 |

|  | Tortuga terrestre Argentina (Chelonoidis chilensis) |
|  |                                                     |
|  | La tortuga gigante de Floreana (Chelonoidis niger)  |
|  |                                                     |

|  | Tortuga Morrocoy (Chelonoidis carbonarius)      |
|  |                                                 |
|  | Morrocoy de la Selva (Chelonoidis denticulatus) |
|  |                                                 |

|  | Tortuga terrestre Argentina (Chelonoidis chilensis) |
|  |                                                     |
|  | La tortuga gigante de Floreana (Chelonoidis niger)  |
|  |                                                     |

|  | Tortuga Morrocoy (Chelonoidis carbonarius)      |
|  |                                                 |
|  | Morrocoy de la Selva (Chelonoidis denticulatus) |
|  |                                                 |

|  | Tortuga terrestre Argentina (Chelonoidis chilensis) |
|  |                                                     |
|  | La tortuga gigante de Floreana (Chelonoidis niger)  |
|  |                                                     |

|  | Tortuga Morrocoy (Chelonoidis carbonarius)      |
|  |                                                 |
|  | Morrocoy de la Selva (Chelonoidis denticulatus) |
|  |                                                 |

|  | Tortuga terrestre Argentina (Chelonoidis chilensis) |
|  |                                                     |
|  | La tortuga gigante de Floreana (Chelonoidis niger)  |
|  |                                                     |

|  | Tortuga Morrocoy (Chelonoidis carbonarius)      |
|  |                                                 |
|  | Morrocoy de la Selva (Chelonoidis denticulatus) |
|  |                                                 |

|  | Tortuga terrestre Argentina (Chelonoidis chilensis) |
|  |                                                     |
|  | La tortuga gigante de Floreana (Chelonoidis niger)  |
|  |                                                     |

|  | Tortuga Morrocoy (Chelonoidis carbonarius)      |
|  |                                                 |
|  | Morrocoy de la Selva (Chelonoidis denticulatus) |
|  |                                                 |

|  | Tortuga terrestre Argentina (Chelonoidis chilensis) |
|  |                                                     |
|  | La tortuga gigante de Floreana (Chelonoidis niger)  |
|  |                                                     |

|  | †Solitudo sicula                                                                                                |
|  | |
|  | \| \| †Solitudo gymnesica \| \| \| \| \| \| †Solitudo robusta \| \| \| \| \| \| †"Monte Pellegrino" \| \| \| \| |
|  | |
|  | †Solitudo gymnesica                                                                                             |
|  | |
|  | †Solitudo robusta                                                                                               |
|  | |
|  | †"Monte Pellegrino"                                                                                             |
|  | |

|  | †Solitudo gymnesica |
|  |                     |
|  | †Solitudo robusta   |
|  |                     |
|  | †"Monte Pellegrino" |
|  |                     |

|  | Tortuga Mediterránea (Testudo hermanni) |
|  |                                         |
|  | Tortuga Rusa (Testudo horsfieldii)      |
|  |                                         |

|  | Tortuga Mora (Testudo graeca)                                                                                  |
|  | |
|  | \| \| Tortuga Egipcia (Testudo kleinmanni) \| \| \| \| \| \| Tortuga Marginada (Testudo marginata) \| \| \| \| |
|  | |
|  | Tortuga Egipcia (Testudo kleinmanni)                                                                           |
|  | |
|  | Tortuga Marginada (Testudo marginata)                                                                          |
|  | |

|  | Tortuga Egipcia (Testudo kleinmanni)  |
|  |                                       |
|  | Tortuga Marginada (Testudo marginata) |
|  |                                       |

|  | Tortuga Mediterránea (Testudo hermanni) |
|  |                                         |
|  | Tortuga Rusa (Testudo horsfieldii)      |
|  |                                         |

|  | Tortuga Mora (Testudo graeca)                                                                                  |
|  | |
|  | \| \| Tortuga Egipcia (Testudo kleinmanni) \| \| \| \| \| \| Tortuga Marginada (Testudo marginata) \| \| \| \| |
|  | |
|  | Tortuga Egipcia (Testudo kleinmanni)                                                                           |
|  | |
|  | Tortuga Marginada (Testudo marginata)                                                                          |
|  | |

|  | Tortuga Egipcia (Testudo kleinmanni)  |
|  |                                       |
|  | Tortuga Marginada (Testudo marginata) |
|  |                                       |

|  | Tortuga Morrocoy (Chelonoidis carbonarius)      |
|  |                                                 |
|  | Morrocoy de la Selva (Chelonoidis denticulatus) |
|  |                                                 |

|  | Tortuga terrestre Argentina (Chelonoidis chilensis) |
|  |                                                     |
|  | La tortuga gigante de Floreana (Chelonoidis niger)  |
|  |                                                     |

|  | Tortuga Morrocoy (Chelonoidis carbonarius)      |
|  |                                                 |
|  | Morrocoy de la Selva (Chelonoidis denticulatus) |
|  |                                                 |

|  | Tortuga terrestre Argentina (Chelonoidis chilensis) |
|  |                                                     |
|  | La tortuga gigante de Floreana (Chelonoidis niger)  |
|  |                                                     |

|  | Tortuga Morrocoy (Chelonoidis carbonarius)      |
|  |                                                 |
|  | Morrocoy de la Selva (Chelonoidis denticulatus) |
|  |                                                 |

|  | Tortuga terrestre Argentina (Chelonoidis chilensis) |
|  |                                                     |
|  | La tortuga gigante de Floreana (Chelonoidis niger)  |
|  |                                                     |

|  | Tortuga Morrocoy (Chelonoidis carbonarius)      |
|  |                                                 |
|  | Morrocoy de la Selva (Chelonoidis denticulatus) |
|  |                                                 |

|  | Tortuga terrestre Argentina (Chelonoidis chilensis) |
|  |                                                     |
|  | La tortuga gigante de Floreana (Chelonoidis niger)  |
|  |                                                     |

|  | Tortuga Morrocoy (Chelonoidis carbonarius)      |
|  |                                                 |
|  | Morrocoy de la Selva (Chelonoidis denticulatus) |
|  |                                                 |

|  | Tortuga terrestre Argentina (Chelonoidis chilensis) |
|  |                                                     |
|  | La tortuga gigante de Floreana (Chelonoidis niger)  |
|  |                                                     |

|  | Tortuga Morrocoy (Chelonoidis carbonarius)      |
|  |                                                 |
|  | Morrocoy de la Selva (Chelonoidis denticulatus) |
|  |                                                 |

|  | Tortuga terrestre Argentina (Chelonoidis chilensis) |
|  |                                                     |
|  | La tortuga gigante de Floreana (Chelonoidis niger)  |
|  |                                                     |

|  | Tortuga Morrocoy (Chelonoidis carbonarius)      |
|  |                                                 |
|  | Morrocoy de la Selva (Chelonoidis denticulatus) |
|  |                                                 |

|  | Tortuga terrestre Argentina (Chelonoidis chilensis) |
|  |                                                     |
|  | La tortuga gigante de Floreana (Chelonoidis niger)  |
|  |                                                     |

|  | Tortuga Morrocoy (Chelonoidis carbonarius)      |
|  |                                                 |
|  | Morrocoy de la Selva (Chelonoidis denticulatus) |
|  |                                                 |

|  | Tortuga terrestre Argentina (Chelonoidis chilensis) |
|  |                                                     |
|  | La tortuga gigante de Floreana (Chelonoidis niger)  |
|  |                                                     |

|  | Tortuga Morrocoy (Chelonoidis carbonarius)      |
|  |                                                 |
|  | Morrocoy de la Selva (Chelonoidis denticulatus) |
|  |                                                 |

|  | Tortuga terrestre Argentina (Chelonoidis chilensis) |
|  |                                                     |
|  | La tortuga gigante de Floreana (Chelonoidis niger)  |
|  |                                                     |

|  | Tortuga Morrocoy (Chelonoidis carbonarius)      |
|  |                                                 |
|  | Morrocoy de la Selva (Chelonoidis denticulatus) |
|  |                                                 |

|  | Tortuga terrestre Argentina (Chelonoidis chilensis) |
|  |                                                     |
|  | La tortuga gigante de Floreana (Chelonoidis niger)  |
|  |                                                     |

|  | Tortuga Morrocoy (Chelonoidis carbonarius)      |
|  |                                                 |
|  | Morrocoy de la Selva (Chelonoidis denticulatus) |
|  |                                                 |

|  | Tortuga terrestre Argentina (Chelonoidis chilensis) |
|  |                                                     |
|  | La tortuga gigante de Floreana (Chelonoidis niger)  |
|  |                                                     |

|  | Tortuga Morrocoy (Chelonoidis carbonarius)      |
|  |                                                 |
|  | Morrocoy de la Selva (Chelonoidis denticulatus) |
|  |                                                 |

|  | Tortuga terrestre Argentina (Chelonoidis chilensis) |
|  |                                                     |
|  | La tortuga gigante de Floreana (Chelonoidis niger)  |
|  |                                                     |

|  | Tortuga Morrocoy (Chelonoidis carbonarius)      |
|  |                                                 |
|  | Morrocoy de la Selva (Chelonoidis denticulatus) |
|  |                                                 |

|  | Tortuga terrestre Argentina (Chelonoidis chilensis) |
|  |                                                     |
|  | La tortuga gigante de Floreana (Chelonoidis niger)  |
|  |                                                     |

|  | Tortuga Morrocoy (Chelonoidis carbonarius)      |
|  |                                                 |
|  | Morrocoy de la Selva (Chelonoidis denticulatus) |
|  |                                                 |

|  | Tortuga terrestre Argentina (Chelonoidis chilensis) |
|  |                                                     |
|  | La tortuga gigante de Floreana (Chelonoidis niger)  |
|  |                                                     |

|  | Tortuga Morrocoy (Chelonoidis carbonarius)      |
|  |                                                 |
|  | Morrocoy de la Selva (Chelonoidis denticulatus) |
|  |                                                 |

|  | Tortuga terrestre Argentina (Chelonoidis chilensis) |
|  |                                                     |
|  | La tortuga gigante de Floreana (Chelonoidis niger)  |
|  |                                                     |

|  | Tortuga Morrocoy (Chelonoidis carbonarius)      |
|  |                                                 |
|  | Morrocoy de la Selva (Chelonoidis denticulatus) |
|  |                                                 |

|  | Tortuga terrestre Argentina (Chelonoidis chilensis) |
|  |                                                     |
|  | La tortuga gigante de Floreana (Chelonoidis niger)  |
|  |                                                     |

|  | †Solitudo sicula                                                                                                |
|  | |
|  | \| \| †Solitudo gymnesica \| \| \| \| \| \| †Solitudo robusta \| \| \| \| \| \| †"Monte Pellegrino" \| \| \| \| |
|  | |
|  | †Solitudo gymnesica                                                                                             |
|  | |
|  | †Solitudo robusta                                                                                               |
|  | |
|  | †"Monte Pellegrino"                                                                                             |
|  | |

|  | †Solitudo gymnesica |
|  |                     |
|  | †Solitudo robusta   |
|  |                     |
|  | †"Monte Pellegrino" |
|  |                     |

|  | Tortuga Mediterránea (Testudo hermanni) |
|  |                                         |
|  | Tortuga Rusa (Testudo horsfieldii)      |
|  |                                         |

|  | Tortuga Mora (Testudo graeca)                                                                                  |
|  | |
|  | \| \| Tortuga Egipcia (Testudo kleinmanni) \| \| \| \| \| \| Tortuga Marginada (Testudo marginata) \| \| \| \| |
|  | |
|  | Tortuga Egipcia (Testudo kleinmanni)                                                                           |
|  | |
|  | Tortuga Marginada (Testudo marginata)                                                                          |
|  | |

|  | Tortuga Egipcia (Testudo kleinmanni)  |
|  |                                       |
|  | Tortuga Marginada (Testudo marginata) |
|  |                                       |

|  | Tortuga Mediterránea (Testudo hermanni) |
|  |                                         |
|  | Tortuga Rusa (Testudo horsfieldii)      |
|  |                                         |

|  | Tortuga Mora (Testudo graeca)                                                                                  |
|  | |
|  | \| \| Tortuga Egipcia (Testudo kleinmanni) \| \| \| \| \| \| Tortuga Marginada (Testudo marginata) \| \| \| \| |
|  | |
|  | Tortuga Egipcia (Testudo kleinmanni)                                                                           |
|  | |
|  | Tortuga Marginada (Testudo marginata)                                                                          |
|  | |

|  | Tortuga Egipcia (Testudo kleinmanni)  |
|  |                                       |
|  | Tortuga Marginada (Testudo marginata) |
|  |                                       |

|  | Tortuga Morrocoy (Chelonoidis carbonarius)      |
|  |                                                 |
|  | Morrocoy de la Selva (Chelonoidis denticulatus) |
|  |                                                 |

|  | Tortuga terrestre Argentina (Chelonoidis chilensis) |
|  |                                                     |
|  | La tortuga gigante de Floreana (Chelonoidis niger)  |
|  |                                                     |

|  | Tortuga Morrocoy (Chelonoidis carbonarius)      |
|  |                                                 |
|  | Morrocoy de la Selva (Chelonoidis denticulatus) |
|  |                                                 |

|  | Tortuga terrestre Argentina (Chelonoidis chilensis) |
|  |                                                     |
|  | La tortuga gigante de Floreana (Chelonoidis niger)  |
|  |                                                     |

|  | Tortuga Morrocoy (Chelonoidis carbonarius)      |
|  |                                                 |
|  | Morrocoy de la Selva (Chelonoidis denticulatus) |
|  |                                                 |

|  | Tortuga terrestre Argentina (Chelonoidis chilensis) |
|  |                                                     |
|  | La tortuga gigante de Floreana (Chelonoidis niger)  |
|  |                                                     |

|  | Tortuga Morrocoy (Chelonoidis carbonarius)      |
|  |                                                 |
|  | Morrocoy de la Selva (Chelonoidis denticulatus) |
|  |                                                 |

|  | Tortuga terrestre Argentina (Chelonoidis chilensis) |
|  |                                                     |
|  | La tortuga gigante de Floreana (Chelonoidis niger)  |
|  |                                                     |

|  | Tortuga Morrocoy (Chelonoidis carbonarius)      |
|  |                                                 |
|  | Morrocoy de la Selva (Chelonoidis denticulatus) |
|  |                                                 |

|  | Tortuga terrestre Argentina (Chelonoidis chilensis) |
|  |                                                     |
|  | La tortuga gigante de Floreana (Chelonoidis niger)  |
|  |                                                     |

|  | Tortuga Morrocoy (Chelonoidis carbonarius)      |
|  |                                                 |
|  | Morrocoy de la Selva (Chelonoidis denticulatus) |
|  |                                                 |

|  | Tortuga terrestre Argentina (Chelonoidis chilensis) |
|  |                                                     |
|  | La tortuga gigante de Floreana (Chelonoidis niger)  |
|  |                                                     |

|  | Tortuga Morrocoy (Chelonoidis carbonarius)      |
|  |                                                 |
|  | Morrocoy de la Selva (Chelonoidis denticulatus) |
|  |                                                 |

|  | Tortuga terrestre Argentina (Chelonoidis chilensis) |
|  |                                                     |
|  | La tortuga gigante de Floreana (Chelonoidis niger)  |
|  |                                                     |

|  | Tortuga Morrocoy (Chelonoidis carbonarius)      |
|  |                                                 |
|  | Morrocoy de la Selva (Chelonoidis denticulatus) |
|  |                                                 |

|  | Tortuga terrestre Argentina (Chelonoidis chilensis) |
|  |                                                     |
|  | La tortuga gigante de Floreana (Chelonoidis niger)  |
|  |                                                     |

|  | Tortuga Morrocoy (Chelonoidis carbonarius)      |
|  |                                                 |
|  | Morrocoy de la Selva (Chelonoidis denticulatus) |
|  |                                                 |

|  | Tortuga terrestre Argentina (Chelonoidis chilensis) |
|  |                                                     |
|  | La tortuga gigante de Floreana (Chelonoidis niger)  |
|  |                                                     |

|  | Tortuga Morrocoy (Chelonoidis carbonarius)      |
|  |                                                 |
|  | Morrocoy de la Selva (Chelonoidis denticulatus) |
|  |                                                 |

|  | Tortuga terrestre Argentina (Chelonoidis chilensis) |
|  |                                                     |
|  | La tortuga gigante de Floreana (Chelonoidis niger)  |
|  |                                                     |

|  | Tortuga Morrocoy (Chelonoidis carbonarius)      |
|  |                                                 |
|  | Morrocoy de la Selva (Chelonoidis denticulatus) |
|  |                                                 |

|  | Tortuga terrestre Argentina (Chelonoidis chilensis) |
|  |                                                     |
|  | La tortuga gigante de Floreana (Chelonoidis niger)  |
|  |                                                     |

|  | Tortuga Morrocoy (Chelonoidis carbonarius)      |
|  |                                                 |
|  | Morrocoy de la Selva (Chelonoidis denticulatus) |
|  |                                                 |

|  | Tortuga terrestre Argentina (Chelonoidis chilensis) |
|  |                                                     |
|  | La tortuga gigante de Floreana (Chelonoidis niger)  |
|  |                                                     |

|  | Tortuga Morrocoy (Chelonoidis carbonarius)      |
|  |                                                 |
|  | Morrocoy de la Selva (Chelonoidis denticulatus) |
|  |                                                 |

|  | Tortuga terrestre Argentina (Chelonoidis chilensis) |
|  |                                                     |
|  | La tortuga gigante de Floreana (Chelonoidis niger)  |
|  |                                                     |

|  | Tortuga Morrocoy (Chelonoidis carbonarius)      |
|  |                                                 |
|  | Morrocoy de la Selva (Chelonoidis denticulatus) |
|  |                                                 |

|  | Tortuga terrestre Argentina (Chelonoidis chilensis) |
|  |                                                     |
|  | La tortuga gigante de Floreana (Chelonoidis niger)  |
|  |                                                     |

|  | Tortuga Morrocoy (Chelonoidis carbonarius)      |
|  |                                                 |
|  | Morrocoy de la Selva (Chelonoidis denticulatus) |
|  |                                                 |

|  | Tortuga terrestre Argentina (Chelonoidis chilensis) |
|  |                                                     |
|  | La tortuga gigante de Floreana (Chelonoidis niger)  |
|  |                                                     |

|  | Tortuga Morrocoy (Chelonoidis carbonarius)      |
|  |                                                 |
|  | Morrocoy de la Selva (Chelonoidis denticulatus) |
|  |                                                 |

|  | Tortuga terrestre Argentina (Chelonoidis chilensis) |
|  |                                                     |
|  | La tortuga gigante de Floreana (Chelonoidis niger)  |
|  |                                                     |

|  | †Solitudo sicula                                                                                                |
|  | |
|  | \| \| †Solitudo gymnesica \| \| \| \| \| \| †Solitudo robusta \| \| \| \| \| \| †"Monte Pellegrino" \| \| \| \| |
|  | |
|  | †Solitudo gymnesica                                                                                             |
|  | |
|  | †Solitudo robusta                                                                                               |
|  | |
|  | †"Monte Pellegrino"                                                                                             |
|  | |

|  | †Solitudo gymnesica |
|  |                     |
|  | †Solitudo robusta   |
|  |                     |
|  | †"Monte Pellegrino" |
|  |                     |

|  | Tortuga Mediterránea (Testudo hermanni) |
|  |                                         |
|  | Tortuga Rusa (Testudo horsfieldii)      |
|  |                                         |

|  | Tortuga Mora (Testudo graeca)                                                                                  |
|  | |
|  | \| \| Tortuga Egipcia (Testudo kleinmanni) \| \| \| \| \| \| Tortuga Marginada (Testudo marginata) \| \| \| \| |
|  | |
|  | Tortuga Egipcia (Testudo kleinmanni)                                                                           |
|  | |
|  | Tortuga Marginada (Testudo marginata)                                                                          |
|  | |

|  | Tortuga Egipcia (Testudo kleinmanni)  |
|  |                                       |
|  | Tortuga Marginada (Testudo marginata) |
|  |                                       |

|  | Tortuga Mediterránea (Testudo hermanni) |
|  |                                         |
|  | Tortuga Rusa (Testudo horsfieldii)      |
|  |                                         |

|  | Tortuga Mora (Testudo graeca)                                                                                  |
|  | |
|  | \| \| Tortuga Egipcia (Testudo kleinmanni) \| \| \| \| \| \| Tortuga Marginada (Testudo marginata) \| \| \| \| |
|  | |
|  | Tortuga Egipcia (Testudo kleinmanni)                                                                           |
|  | |
|  | Tortuga Marginada (Testudo marginata)                                                                          |
|  | |

|  | Tortuga Egipcia (Testudo kleinmanni)  |
|  |                                       |
|  | Tortuga Marginada (Testudo marginata) |
|  |                                       |

|  | Tortuga Morrocoy (Chelonoidis carbonarius)      |
|  |                                                 |
|  | Morrocoy de la Selva (Chelonoidis denticulatus) |
|  |                                                 |

|  | Tortuga terrestre Argentina (Chelonoidis chilensis) |
|  |                                                     |
|  | La tortuga gigante de Floreana (Chelonoidis niger)  |
|  |                                                     |

|  | Tortuga Morrocoy (Chelonoidis carbonarius)      |
|  |                                                 |
|  | Morrocoy de la Selva (Chelonoidis denticulatus) |
|  |                                                 |

|  | Tortuga terrestre Argentina (Chelonoidis chilensis) |
|  |                                                     |
|  | La tortuga gigante de Floreana (Chelonoidis niger)  |
|  |                                                     |

|  | Tortuga Morrocoy (Chelonoidis carbonarius)      |
|  |                                                 |
|  | Morrocoy de la Selva (Chelonoidis denticulatus) |
|  |                                                 |

|  | Tortuga terrestre Argentina (Chelonoidis chilensis) |
|  |                                                     |
|  | La tortuga gigante de Floreana (Chelonoidis niger)  |
|  |                                                     |

|  | Tortuga Morrocoy (Chelonoidis carbonarius)      |
|  |                                                 |
|  | Morrocoy de la Selva (Chelonoidis denticulatus) |
|  |                                                 |

|  | Tortuga terrestre Argentina (Chelonoidis chilensis) |
|  |                                                     |
|  | La tortuga gigante de Floreana (Chelonoidis niger)  |
|  |                                                     |

|  | Tortuga Morrocoy (Chelonoidis carbonarius)      |
|  |                                                 |
|  | Morrocoy de la Selva (Chelonoidis denticulatus) |
|  |                                                 |

|  | Tortuga terrestre Argentina (Chelonoidis chilensis) |
|  |                                                     |
|  | La tortuga gigante de Floreana (Chelonoidis niger)  |
|  |                                                     |

|  | Tortuga Morrocoy (Chelonoidis carbonarius)      |
|  |                                                 |
|  | Morrocoy de la Selva (Chelonoidis denticulatus) |
|  |                                                 |

|  | Tortuga terrestre Argentina (Chelonoidis chilensis) |
|  |                                                     |
|  | La tortuga gigante de Floreana (Chelonoidis niger)  |
|  |                                                     |

|  | Tortuga Morrocoy (Chelonoidis carbonarius)      |
|  |                                                 |
|  | Morrocoy de la Selva (Chelonoidis denticulatus) |
|  |                                                 |

|  | Tortuga terrestre Argentina (Chelonoidis chilensis) |
|  |                                                     |
|  | La tortuga gigante de Floreana (Chelonoidis niger)  |
|  |                                                     |

|  | Tortuga Morrocoy (Chelonoidis carbonarius)      |
|  |                                                 |
|  | Morrocoy de la Selva (Chelonoidis denticulatus) |
|  |                                                 |

|  | Tortuga terrestre Argentina (Chelonoidis chilensis) |
|  |                                                     |
|  | La tortuga gigante de Floreana (Chelonoidis niger)  |
|  |                                                     |

|  | Tortuga Morrocoy (Chelonoidis carbonarius)      |
|  |                                                 |
|  | Morrocoy de la Selva (Chelonoidis denticulatus) |
|  |                                                 |

|  | Tortuga terrestre Argentina (Chelonoidis chilensis) |
|  |                                                     |
|  | La tortuga gigante de Floreana (Chelonoidis niger)  |
|  |                                                     |

|  | Tortuga Morrocoy (Chelonoidis carbonarius)      |
|  |                                                 |
|  | Morrocoy de la Selva (Chelonoidis denticulatus) |
|  |                                                 |

|  | Tortuga terrestre Argentina (Chelonoidis chilensis) |
|  |                                                     |
|  | La tortuga gigante de Floreana (Chelonoidis niger)  |
|  |                                                     |

|  | Tortuga Morrocoy (Chelonoidis carbonarius)      |
|  |                                                 |
|  | Morrocoy de la Selva (Chelonoidis denticulatus) |
|  |                                                 |

|  | Tortuga terrestre Argentina (Chelonoidis chilensis) |
|  |                                                     |
|  | La tortuga gigante de Floreana (Chelonoidis niger)  |
|  |                                                     |

|  | Tortuga Morrocoy (Chelonoidis carbonarius)      |
|  |                                                 |
|  | Morrocoy de la Selva (Chelonoidis denticulatus) |
|  |                                                 |

|  | Tortuga terrestre Argentina (Chelonoidis chilensis) |
|  |                                                     |
|  | La tortuga gigante de Floreana (Chelonoidis niger)  |
|  |                                                     |

|  | Tortuga Morrocoy (Chelonoidis carbonarius)      |
|  |                                                 |
|  | Morrocoy de la Selva (Chelonoidis denticulatus) |
|  |                                                 |

|  | Tortuga terrestre Argentina (Chelonoidis chilensis) |
|  |                                                     |
|  | La tortuga gigante de Floreana (Chelonoidis niger)  |
|  |                                                     |

|  | Tortuga Morrocoy (Chelonoidis carbonarius)      |
|  |                                                 |
|  | Morrocoy de la Selva (Chelonoidis denticulatus) |
|  |                                                 |

|  | Tortuga terrestre Argentina (Chelonoidis chilensis) |
|  |                                                     |
|  | La tortuga gigante de Floreana (Chelonoidis niger)  |
|  |                                                     |

|  | Tortuga Morrocoy (Chelonoidis carbonarius)      |
|  |                                                 |
|  | Morrocoy de la Selva (Chelonoidis denticulatus) |
|  |                                                 |

|  | Tortuga terrestre Argentina (Chelonoidis chilensis) |
|  |                                                     |
|  | La tortuga gigante de Floreana (Chelonoidis niger)  |
|  |                                                     |

|  | Tortuga Morrocoy (Chelonoidis carbonarius)      |
|  |                                                 |
|  | Morrocoy de la Selva (Chelonoidis denticulatus) |
|  |                                                 |

|  | Tortuga terrestre Argentina (Chelonoidis chilensis) |
|  |                                                     |
|  | La tortuga gigante de Floreana (Chelonoidis niger)  |
|  |                                                     |

## Paleobiología
Los restos de Solitudo se conocen exclusivamente en las islas del Mediterráneo. La especie tipo, Solitudo robusta, viene del Pleistoceno medio de la isla de Malta. Solitudo gymnesica se conoce del Plioceno Menorca y Solitudo sicula de Sicilia. La datación del pubis de Solitudo sicula reveló que el animal vivió aproximadamente hace 12,500 ± 500 años AP . Solitudo sicula habría compartido su isla natal con la actual tortuga de Hermann, que ha estado continuamente presente en Sicilia desde al menos el Pleistoceno medio. También hay restos de tortugas gigantes sin nombre encontradas en Sicilia; sin embargo, no fueron contemporáneas con Solitudo sino que vienen del Pleistoceno medio.